# Low (Band)
Low war eine US-amerikanische Rockband, die 1993 in Duluth, Minnesota, gegründet wurde. Sie spielte langsamen bis sehr langsamen Indie-Rock und wird mit den Genres Dream Pop und Slowcore, aber auch Post-Rock, in Verbindung gebracht.

## Bandgeschichte
Die Band gilt als einer der Vorreiter des Subgenres Slowcore, auch wenn sie selbst diese Bezeichnung ablehnen. Sänger Alan Sparhawk zufolge stammt sie von einem Freund der Band, war jedoch eher als Witz gemeint, als er es einmal in einem Interview fallen ließ, was zur Etablierung des Begriffs beitrug. Die Gründungsmitglieder Alan Sparhawk (Gitarre, Gesang) und Mimi Parker (Schlagzeug, Gesang) spielten bis 2020 mit dem Bassisten Steve Garrington in bewährter Trio-Formation. Das letzte Album Hey What entstand als Duo und erschien im September 2021. Parker und Sparhawk waren verheiratet, bekamen zwei Kinder und lebten als Mormonen. Mimi Parker erlag am 5. November 2022 in ihrem Zuhause in Duluth, Minnesota, im Alter von 55 Jahren einer Erkrankung an Eierstockkrebs. Infolgedessen wurde die Band aufgelöst.

## Diskografie

### Alben
| Jahr | Titel                      | Höchstplatzierung, Gesamtwochen, AuszeichnungChartplatzierungen (Jahr, Titel, Platzierungen, Wochen, Auszeichnungen, Anmerkungen) | Höchstplatzierung, Gesamtwochen, AuszeichnungChartplatzierungen (Jahr, Titel, Platzierungen, Wochen, Auszeichnungen, Anmerkungen) | Höchstplatzierung, Gesamtwochen, AuszeichnungChartplatzierungen (Jahr, Titel, Platzierungen, Wochen, Auszeichnungen, Anmerkungen) | Höchstplatzierung, Gesamtwochen, AuszeichnungChartplatzierungen (Jahr, Titel, Platzierungen, Wochen, Auszeichnungen, Anmerkungen) | Höchstplatzierung, Gesamtwochen, AuszeichnungChartplatzierungen (Jahr, Titel, Platzierungen, Wochen, Auszeichnungen, Anmerkungen) | Anmerkungen |
| Jahr | Titel                      | DE | AT | CH | UK | US | Anmerkungen |
| ---- | -------------------------- | --- | --- | --- | --- | --- | ----------- |
| 2001 | Things We Lost in the Fire | — | — | — | UK81 (1 Wo.)UK | — |             |
| 2005 | The Great Destroyer        | — | — | — | UK72 (1 Wo.)UK | — |             |
| 2007 | Drums and Guns             | — | — | — | UK92 (1 Wo.)UK | US196 (1 Wo.)US |             |
| 2011 | C’mon                      | — | — | — | UK49 (1 Wo.)UK | US73 (1 Wo.)US |             |
| 2013 | The Invisible Way          | — | — | — | UK44 (1 Wo.)UK | US76 (1 Wo.)US |             |
| 2015 | Ones and Sixes             | — | — | — | UK35 (1 Wo.)UK | US158 (1 Wo.)US |             |
| 2018 | Double Negative            | — | — | CH52 (1 Wo.)CH | UK26 (1 Wo.)UK | — |             |
| 2021 | Hey What                   | DE32 (1 Wo.)DE | AT75 (1 Wo.)AT | CH37 (1 Wo.)CH | UK23 (1 Wo.)UK | — |             |

weitere Alben
- I Could Live in Hope (Vernon Yard, 1994)
- Long Division (Vernon Yard, 1995)
- The Curtain Hits the Cast (Vernon Yard, 1996)
- One More Reason to Forget [live] (Bluesanct, 1997)
- Secret Name (Kranky, 1999)
- Christmas (EP) (Kranky, 1999)
- Trust (Kranky, 2002)

### Kompilationen
- Owl (Low Remixes) (Vernon Yard, 1998)
- Songs for a Dead Pilot (Kranky, 2001)
- A Lifetime of Temporary Relief: 10 Years of B-Sides and Rarities (Chairkickers Music, 2004)

### Singles
| Jahr | Titel Album | Höchstplatzierung, Gesamtwochen, AuszeichnungChartplatzierungen (Jahr, Titel, Album, Platzierungen, Wochen, Auszeichnungen, Anmerkungen) | Höchstplatzierung, Gesamtwochen, AuszeichnungChartplatzierungen (Jahr, Titel, Album, Platzierungen, Wochen, Auszeichnungen, Anmerkungen) | Anmerkungen |
| Jahr | Titel Album | UK | US | Anmerkungen |
| ---- | ----------- | --- | --- | ----------- |
| 2005 | California  | UK57 (1 Wo.)UK | US—US |             |